# Флоридская двуходка
Флоридская двуходка (лат. Rhineura floridana) — вид чешуйчатых пресмыкающихся из подотряда двуходок, относящийся к монотипному роду флоридские двуходки (Rhineura Cope, 1861), единственному в семействе Rhineuridae. 
Населяет центральную и северную Флориду и соседние регионы Джорджии. Тело розоватое, с лопатообразной головой и коротким уплощённым хвостом. В длину достигает до 38 см. Питается земляными червями, термитами, муравьями и норными пауками-волками. Яйцекладущий вид, кладка состоит из 1—3 яиц в кожистой оболочке. Ведёт роющий образ жизни, предпочитая увлажнённые песчаные почвы, но в сентябре—октябре может появляться на поверхности. Международным союзом охраны природы признана «видом, вызывающим наименьшие опасения», но считается уязвимой для затоплений и уничтожения среды обитания и инвазии красных огненных муравьёв. Может представлять собой комплекс видов, состоящий из четырёх-пяти видов.